# Joseph-Adolphe Thiac
Joseph-Adolphe Thiac est un architecte français, né le 4 juillet 1800 à Bordeaux et mort au Bouscat le 24 décembre 1865.
Il est le fils de Pierre-Jean-Baptiste Thiac, architecte à Bordeaux, et de Rose Désirée Fanny Lalanne. Il s'est marié en 1828 avec Marie Angélique Souffront.

## Biographie
Adolphe Thiac naît en 1800, dans la maison construite par son père, au no 176 de la rue Sainte-Catherine.
Il suit d'abord les leçons de son père, mais ce dernier meurt alors qu'il n'a que quinze ans. Il étudie à l'école des Beaux-Arts de Paris de 1817 à 1824, où il est l'élève de Lebas et de Auguste Guenepin. Entre 1824 et 1828, il a fait le voyage d'Italie.

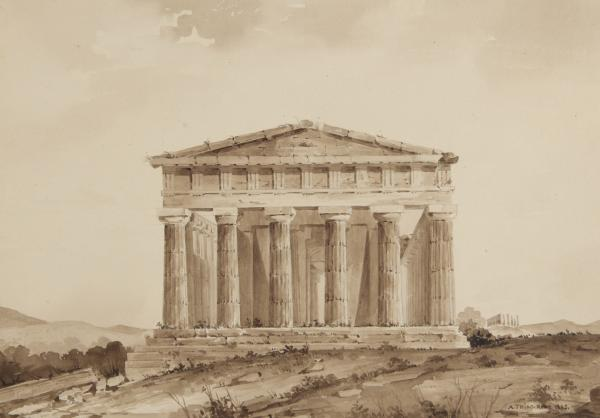
Dessin réalisé par A. Thiac du Temple de Poséidon à Paestum en 1825, lors de son voyage en Italie.

En 1830 il est nommé architecte du département de la Gironde. À ce titre, il est chargé des édifices diocésains de Bordeaux. Il est membre de la commission départementale des monuments historiques et du conseil municipal. Il est chargé des travaux de restauration de la cathédrale Saint-André de Bordeaux. Entre 1839-1846, il construit le Palais de justice de Bordeaux.
L'institution des sourds-muets de Bordeaux était installée dans l'ancien couvent des Catherinettes. Devenu insalubre et trop petit, on demande à l'architecte de faire un projet en 1834. En 1860, le quatrième projet est approuvé. Les travaux peuvent commencer en 1861 sur le site de l'ancien couvent. Ils sont terminés en 1870. L'architecte adopte une architecture sévère d'inspiration classique où il a appliqué des principes hygiénistes en faisant pénétrer la lumière, l'aération et une organisation rationnelle des activités et des déplacements.

## Principales réalisations
- À partir de 1830 : restauration de la cathédrale Saint-André de Bordeaux[1] ;
- 1835 : le joli bazar de Bordeaux ;
- 1839-1846 : palais de justice de Bordeaux[2] ;
- l'ancienne prison départementale du Fort du Hâ, aujourd'hui détruite ;
- vers 1840 : hôtels Pairier et Bouscasse, 35 et 37 allées de Chartres à Bordeaux[3] ;
- vers 1840 : hôtel Mareilhac, 65 rue du docteur-Albert-Barraud à Bordeaux[3] ;
- 1861-1870 : institution nationale des sourdes et muettes à Bordeaux ;
- l'hôpital Sainte-Marguerite[4] à Cadillac ;
- l'ancien hôtel des postes de Bordeaux.

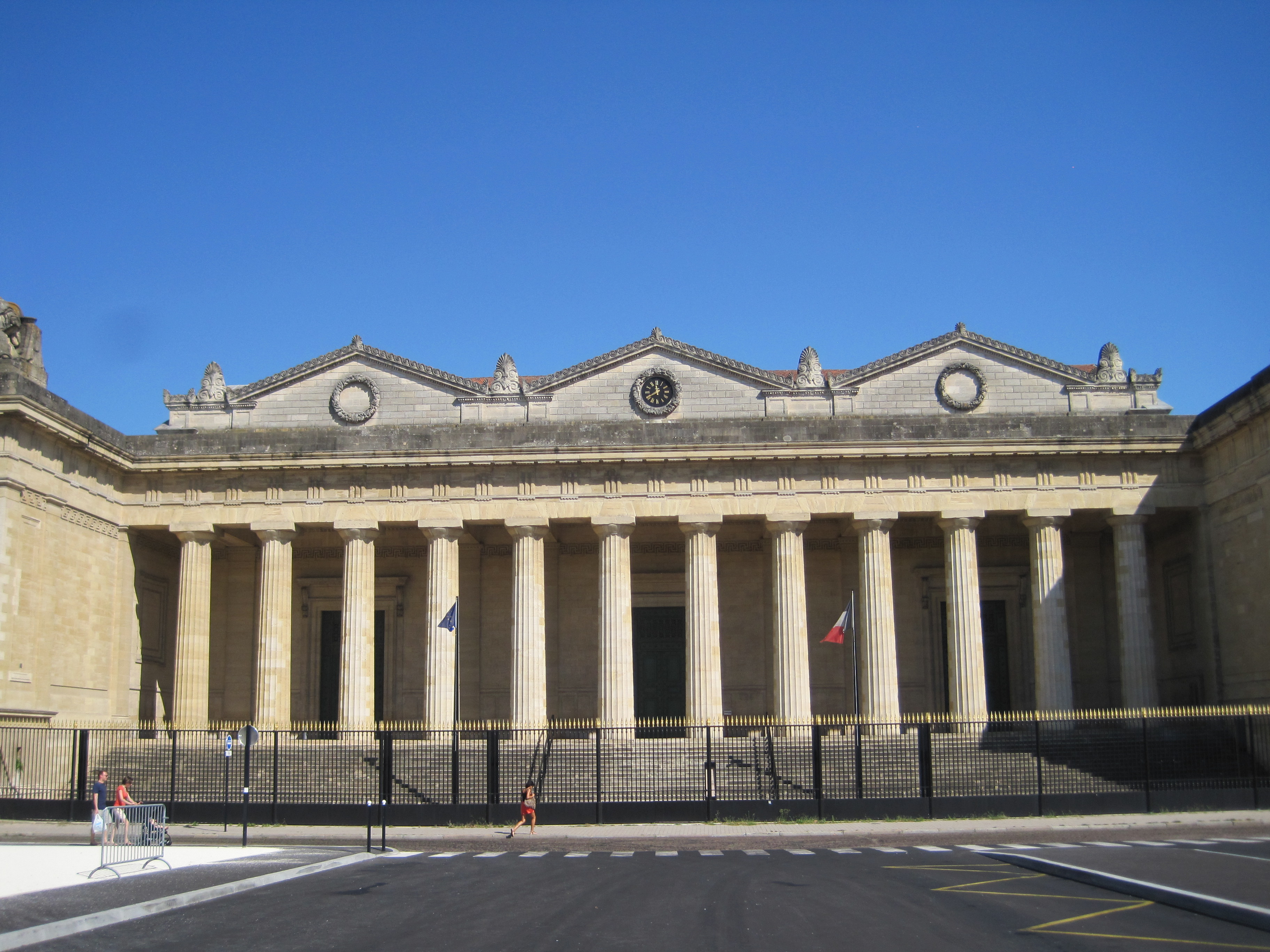
Le Palais de justice devenu Cour d'appel de Bordeaux.
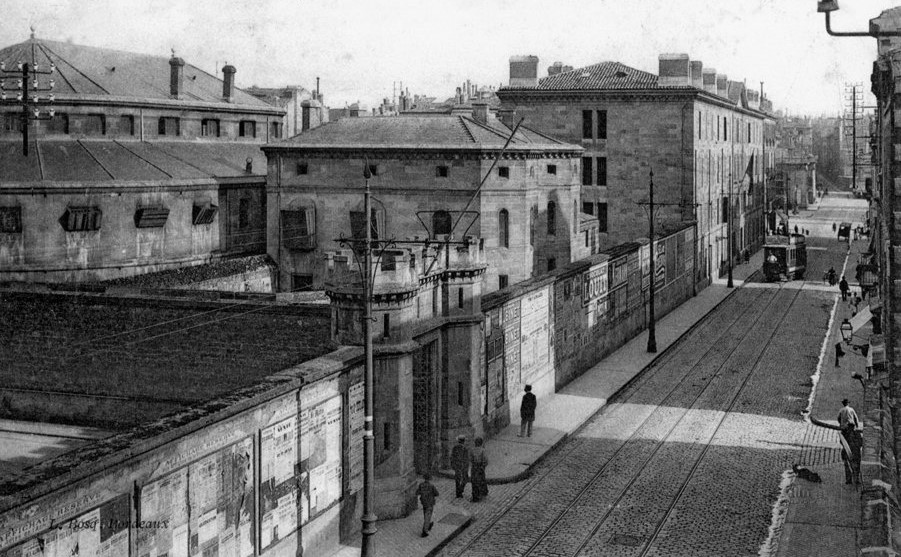
Vue d'une entrée de la Prison du Hâ dans les années 1930.
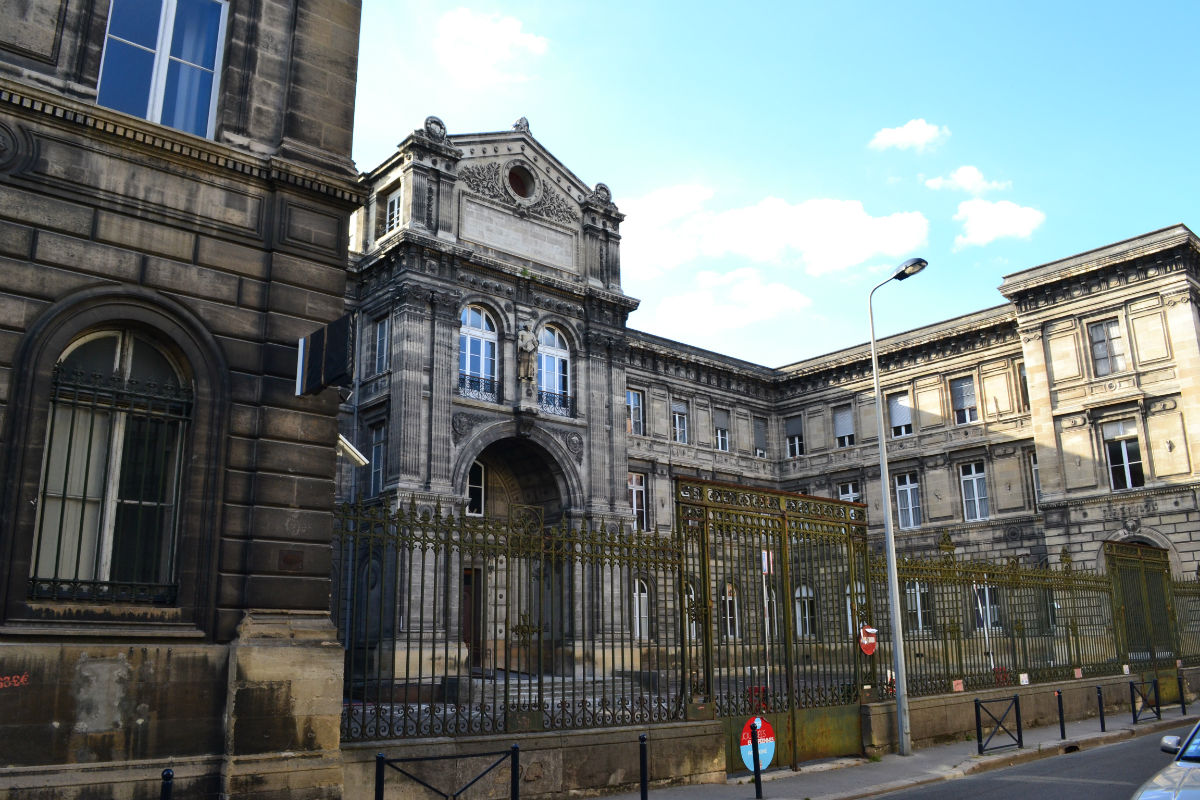
L'Institution nationale des sourdes-muettes.

## Décorations
- 1846 : chevalier de la Légion d'honneur

## Hommages
- Une rue porte son nom à Bordeaux.
- Le palais de justice dans lequel se trouve aujourd'hui la Cour d'appel est parfois appelé « Palais Thiac ».